# Eriogonum pyrolifolium
Eriogonum pyrolifolium är en slideväxtart som beskrevs av William Jackson Hooker och A. Murr.. Eriogonum pyrolifolium ingår i släktet Eriogonum och familjen slideväxter. Utöver nominatformen finns också underarten E. p. coryphaeum.